# Soteapan (municipalité)
La municipalité de Soteapan est l'une des 212 municipalités de l'État de Veracruz, et est située dans la partie sud-est de cet État, au Mexique. Elle est située au sud du golfe du Mexique et à l'ouest de l'isthme de Tehuantepec, permettant de relier les océans Atlantique et Pacifique entre eux. Elle est encadrée par deux bassins fluviaux, celui du Río Papaloapan à l'ouest, et celui du Río Coatzacoalcos à l'est. Son territoire prend également appui au nord sur le massif volcanique de la Sierra de los Tuxtlas, sur le flanc sud du volcan Santa Martha. Son chef-lieu Soteapan se trouve au centre-est de son territoire, sur les piémonts sud de la Sierra de los Tuxtlas. Elle fait également partie de la Région Olmeca, qui est l'une des subdivisions administratives de l'État de Veracruz.

## Géographie
Le territoire de la municipalité de Soteapan s'étend du nord au sud en prenant appui au nord sur le massif volcanique de la Sierra de los Tuxtlas, et sur le flanc sud de l'un de ses volcans, le Santa Martha. Il est encadré à l'ouest par le bassin du fleuve Río Papaloapan, et à l'est par le bassin du fleuve Río Coatzacoalcos, sans qu'aucun de leurs principaux affluents ne le traversent. Au nord de son territoire prend naissance un petit fleuve côtier, le Río Piedra Labrada. Son chef-lieu, Soteapan, se trouve au centre-est de son territoire, non loin de la ville de Mecayapan. Ce territoire, d'une superficie de 479,7 km2, est était peuplé en 2010 de 32 596 habitants, pour une densité de 67,9 habitants par km2.
Le territoire de Soteapan est limitrophe au nord de la municipalité de Catemaco, à l'ouest de celle de Hueyapan de Ocampo, au sud de celles de Acayucan et de Soconusco, et à l'est de celles de Chinameca, de Mecayapan et de Tatahuicapan de Juárez.

## Composition et démographie
La municipalité était composée en 2010 de 68 localités, dont 5 étaient considérées comme urbaines, les autres étant rurales.
| Localité              | Population |
| --------------------- | ---------- |
| Soteapan              | 5118       |
| Buena Vista           | 4212       |
| Ocozotepec            | 3282       |
| Morelos               | 3277       |
| Colonia Benito Juárez | 3009       |
| Reste des localités   | 13 698     |
| Total population      | 32 596     |

En plus de l'espagnol, plusieurs langues amérindiennes sont parlées dans la municipalité, dont les principales sont par ordre d'importance : le Popoluca de la Sierra, avec plus 24 000 locuteurs, le nahuatl et le zoque.

## Histoire
La municipalité fut créée en 1831 sous le nom de San Pedro Soteapan.

## Économie

### Agriculture et élevage
La superficie des parcelles semées représentait, en 2014 une surface totale de 21 334,5 hectares, parmi lesquels 16 930 hectares voués à la culture du maïs, 2402 hectares voués à la culture du caféier et 1 100 hectares voués à la culture du haricot.
En 2014, la production de viande par tonnes comprenait 544,6 tonnes de viande bovine, 143,2 tonnes de viande porcine, 17,8 tonnes de viande ovine, 55,8 tonnes de volailles et 4,4 tonnes de dinde. La superficie vouée à l'élevage représentait alors 29 359 hectares.